# Cinzia Savi Scarponi
Cinzia Savi Scarponi (Roma, Italia, 12 de noviembre de 1963) es una nadadora italiana retirada especializada en pruebas de estilo mariposa Ganó la medalla de bronce en los 100 mariposa durante el Campeonato Europeo de Natación de 1983.
Participó en los Juegos Olímpicos de Moscú 1980, pero decidió retirarse antes de los Juegos Olímpicos de Los Ángeles 1984 para dedicarse a su otra pasión, el teatro y para trabajar en la cadena de televisión italiana RAI.

## Palmarés internacional
| Campeonato Europeo de Natación | Campeonato Europeo de Natación | Campeonato Europeo de Natación | Campeonato Europeo de Natación |
| Año                            | Lugar                          | Medalla                        | Prueba                         |
| ------------------------------ | ------------------------------ | ------------------------------ | ------------------------------ |
| 1983                           | Roma ( Italia)                 | Medalla de bronce              | 100 m mariposa                 |